# 아네타이촌 (이와테현 이사와군)
아네타이촌(姉体村)은 이와테현 이사와군에 설치되었던 촌이다. 현재의 오슈시에 해당한다.

## 연혁
- 1875년 10월 17일 - 미즈사와현에 의한 촌락 통합에 따라 가미누나체촌·스에촌·쓰쓰미시리촌이 합병해 아키나리촌에, 시모누나체촌과 로쿠카이리촌이 합병해 하쿠야마촌이 됨.
- 1889년 4월 1일 - 정촌제 시행에 따라 아키나리촌 중 구 가미타이촌역과 하쿠야마촌 중 구 시모타이촌역이 합병해 아네타이촌이 발족.
- 1954년 4월 1일 - 미즈사와정·사쿠라가와촌·신조촌 및 에사시군 구로이시촌·하네다촌과 합병해 미즈사와시가 됨.